# 詩洞駅
詩洞駅（シドンえき）は江原道江陵市にかつて存在した韓国鉄道公社嶺東線の駅である。

## 歴史
- 1964年1月10日：開業[1]
- 1974年12月5日：廃止[2]